# بيري ستاندر
بيرى الواقف (بالإنجليزية: Burry Stander)‏ مواليد 16 سبتمبر 1987 في جنوب أفريقيا - الوفاة 3 يناير 2013 في كوازولو ناتال، جنوب أفريقيا، كان دراج جنوب أفريقي. سبق أن شارك في دورة الألعاب الأولمبية الصيفية.

## روابط خارجية
- بيري ستاندر على موقع أرشيف الدراجات (الإنجليزية)
- بيري ستاندر على موقع إحصائيات الدراجات الإحترافية (الإنجليزية)
- بيري ستاندر على موقع نسبة الدراجات (الإنجليزية)
- بيري ستاندر على موقع أوليمبيديا (الإنجليزية)
- بيري ستاندر على موقع دورة ألعاب الكومنولث 2006 (مؤرشف) (الإنجليزية)